# Jan Kaplický
Jan Kaplický (/ˈjæn ˈkæplɪtski/; cehă: [ˈjan ˈkaplɪt͡skiː]; n. 18 aprilie 1937, Praga, Cehoslovacia – d. 14 ianuarie 2009, Praga, Cehia) a fost un arhitect neofuturist ceh renumit pe plan mondial, care a petrecut o mare parte a vieții sale în Marea Britanie. El a fost arhitectul principal al biroului de proiectări inovatoare Future Systems. Este bine cunoscut pentru clădirea neofuturistă Selfridges din Birmingham, Anglia, și pentru Centrul Media de la Lord's Cricket Ground din Londra.

## Copilăria și formarea profesională
Jan Kaplický, singurul copil al unui sculptor și ilustrator de cărți de botanică, s-a născut la 18 aprilie 1937 în Praga, Cehoslovacia, și a crescut în suburbia Ořechovka din Praga.
Între 1956 și 1962 a studiat la Colegiul de Arte Aplicate, Arhitectură și Design (VSUP) din Praga, obținând o diplomă în arhitectură. El a lucrat în practică privată în Cehoslovacia, între 1964 și 1968. În urma Primăverii de la Praga și a invaziei sovietice în Cehoslovacia, a fugit la Londra în septembrie 1968 cu colegul arhitect Jaroslav Vokoun, având la el numai 100 de dolari și câteva perechi de șosete. În anul 1969 a reîntâlnit-o la Londra pe Eva Jiřičná, pe care o cunoscuse la Praga și care i-a devenit atunci iubita sa.

## Cariera
În Anglia, Kaplický a lucrat mai întâi pentru Denys Lasdun and Partners (1969-1971), apoi a obținut un loc de muncă în biroul lui Renzo Piano și Richard Rogers (1971-1973), unde a lucrat la extinderea DRU din Aybrook Street, Londra, și mai târziu la proiectarea Centrului Georges Pompidou (construit în perioada 1971-1977) de la Paris. Atunci când echipa de arhitecți s-a mutat la Paris, el a fost în imposibilitatea de a-i urma pentru că nu avea la acel moment pașaport britanic. După ce a lucrat cu Jiřičná, și o scurtă perioadă la Spencer and Webster, Associates (1974-1975), el s-a alăturat companiei Foster Associates, acum Foster and Partners (1979-1983).
În același timp, în anul 1979, Kaplický a înființat propriul său think tank arhitectural numit Future Systems împreună cu David Nixon și a început să dezvolte un stil arhitectural care combina forme organice cu futurismul high tech. Printre desenele făcute de el au fost structuri care orbitau în jurul pământului construite de roboți, case de vacanță asemănătoare cu capsule de supraviețuire, care puteau fi transportate cu elicopterul, și interioare de case, care puteau fi schimbate. În anii 1980 proiectul său pentru marile clădiri din Piața Trafalgar, Londra, a fost o structură monococă de formă liberă străpunsă de hublouri; el a pierdut în fața unei reconstrucții mai convenționale a fațadei în stil edwardian. Kaplický a declarat în revista BusinessWeek în 2005: „Unde este scris că toate clădirile trebuie să fie cutii? Oamenii nu sunt cutii.”
Amanda Levete s-a alăturat companiei Future Sustems ca partener în 1989. Kaplický și Levete s-au căsătorit în 1991 și au format un cuplu timp de 15 ani; ei au avut un fiu pe nume Josef. Deși au divorțat în 2006, și-au continuat asocierea profesională în practica arhitecturală, spunând că separarea le-a consolidat colaborarea profesională.

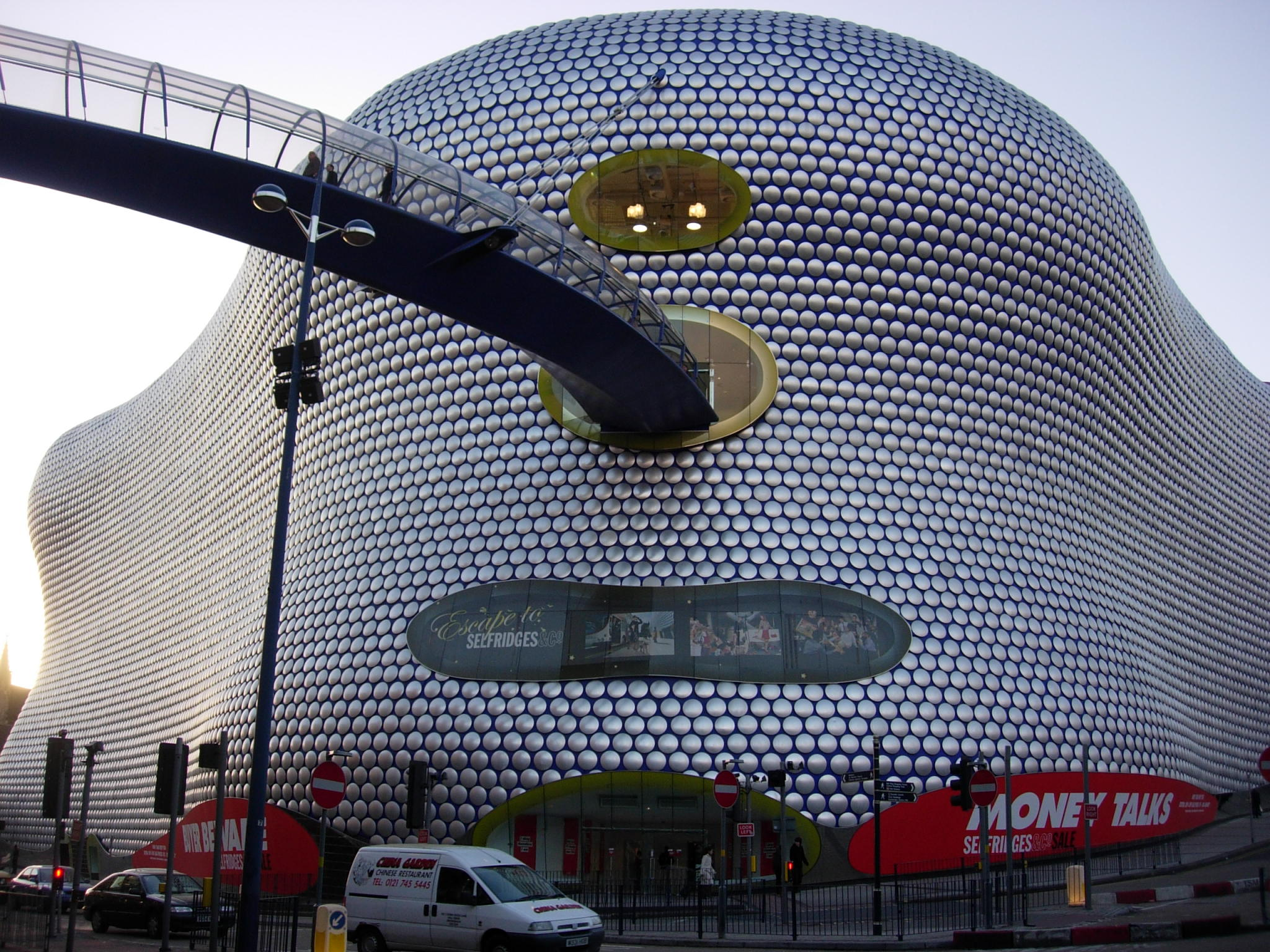

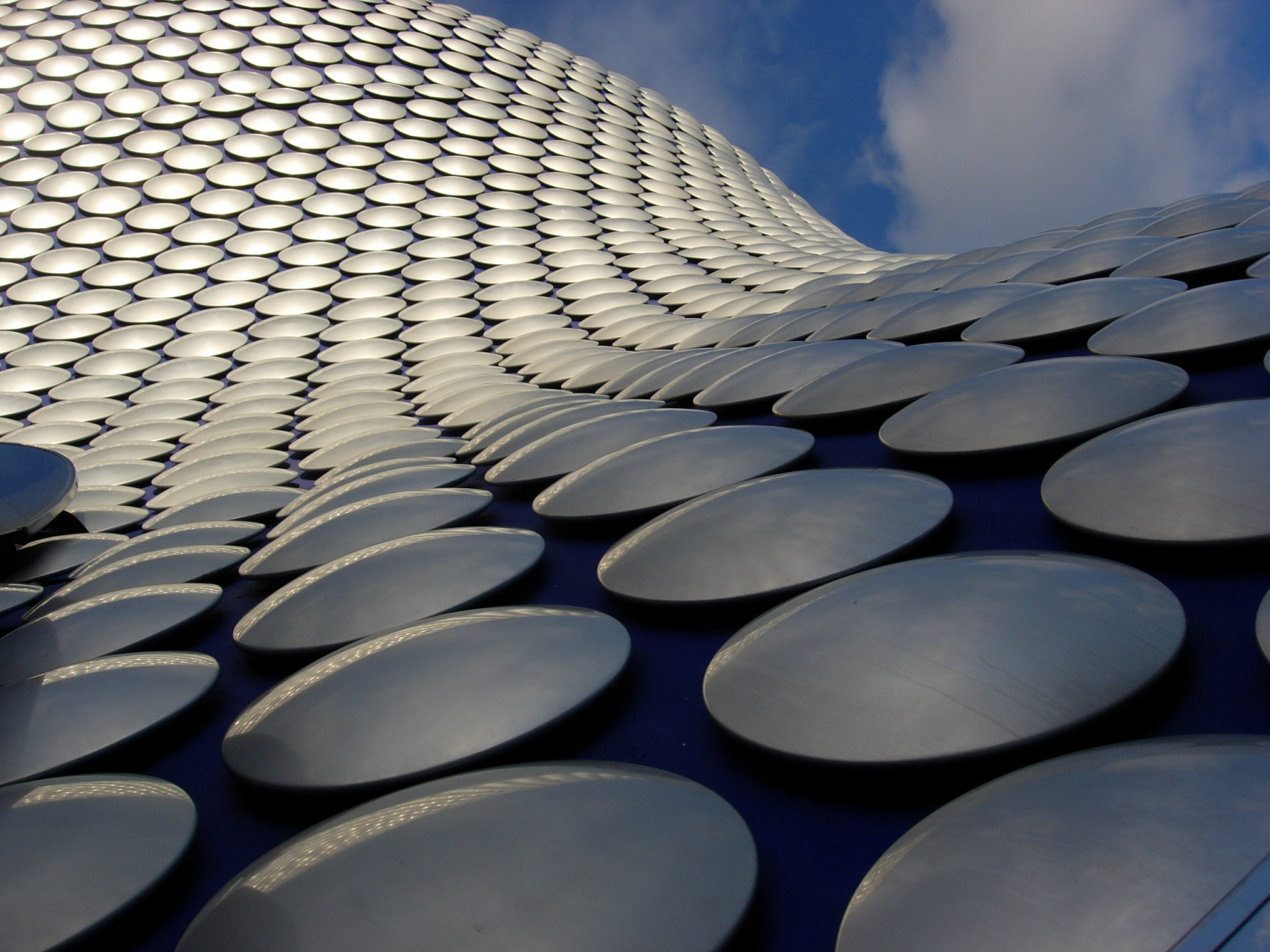
Clădirea Selfridges din zona Bull Ring a orașului Birmingham, care a câștigat șapte premii Future Systems, inclusiv Premiul RIBA pentru arhitectură în 2004.

Deși Kaplický a fost finalist al Premiului Prințul Philip pentru designerul anului în 1991, Future Systems a primit cele mai puține comenzi din ultimii 15 ani și abia în 1994 compania a primit comanda pentru a construi noul centru media de la terenul de cricket Lord's care a obținut în cele din urmă Premiul Stirling al Institutului Regal al Arhitecților Britanici (RIBA) – considerat cel mai prestigios premiu pentru arhitectură din Marea Britanie - în 1999 și Premiile Arhitecturii Mondiale în 2001.  Kaplický a considerat centrul media „creația mea preferată”, spunând: „este ceva care a fost revoluționar în mai multe domenii – o realizare tehnică reală – dar mai presus de toate, oamenii care lucrau în interiorul ei au spus: „Ne place”, și asta e minunat”. În anul 2000 a devenit Honourable Fellow al RIBA. Următorul proiect major al Future Systems, clădirea Selfridges din cartierul Bull Ring al orașului Birmingham, a câștigat șapte premii, inclusiv Premiul RIBA pentru arhitectură în 2004. În acel an, Kaplický a fost subiectul unui documentar ceh intitulat Profil.
În 2007, Kaplický a câștigat concursul de proiectare pentru noua clădire a Bibliotecii Naționale Cehe. Aceasta a fost prima construcție majoră din țara sa de origine, iar el a spus că proiectul a fost cel mai important eveniment din viața lui. Cu toate acestea, proiectul clădirii, care semăna cu o pată verde și violetă și a fost poreclită de localnici „Caracatița”, a fost puternic criticat. Președintele Republicii Cehe, Václav Klaus, a fost auzit spunând că ar fi dispus să oprească construcția cu propriul său corp; purtătorul său de cuvânt a explicat, ulterior, că a fost o remarcă ironică care nu trebuia luată în serios. Pavel Bém, primarul democrat civic al Pragăi, a sprijinit proiectul atunci când a fost selectat, dar mai târziu a devenit ostil, spunând că Consiliul Municipal din Praga, care era dominat de Partidul Democrat Civic, nu va permite construirea Caracatiței pentru că ar strica panorama orașului Praga. Vlastimil Jezek, un fost director al Bibliotecii, îl considera pe Kaplický ca „un alt protagonist al culturii cehe care a fost zdrobit de mințile înguste din Cehia”. Deși proiectul a fost în cele din urmă abandonat, Kaplický a rămas plin de speranță că această clădire va fi construită prin fonduri obținute de la o fundație privată înființată în acest scop.
În afară de lucrările de proiectare, Kaplický a fost activ în formarea arhitecților. El a predat din 1982 până în 1988 la Școala de Arhitectură a Asociației Arhitecților, cea mai veche școală de arhitectură independentă din Marea Britanie, și în 1992 la Școala de Arhitectură din Bordeaux și la Atelierul de Proiectare de la Technische Universität din Berlin. El a fost, de asemenea, examinator extern pentru Asociația Arhitecților între 1995 și 1998, iar în 2000 a fost evaluator pentru Premiile Domus ale B.B.J. Competition din Milano.
În octombrie 2008 au apărut zvonuri că Kaplický și Levete intenționau să meargă pe drumuri separate după ce au colaborat profesional timp de 20 de ani. Kaplický a păstrat numele biroului Future Systems.
Către sfârșitul vieții sale, Kaplický a început să petreacă mai mult timp în Republica Cehă, unde aștepta începerea construcției Bibliotecii Naționale Cehe și unde fusese aprobat proiectul său pentru Centrul de Congrese și de Concerte din České Budějovice (Budweis). S-a căsătorit cu producătoarea de film Eliška Kaplický, născută Fuchsová, în 2007. La 14 ianuarie 2009, la doar câteva ore după nașterea fiicei sale Johanna Kaplická, el a căzut pe o stradă din Praga din apropiere de Vítězné náměstí (Piața Victoriei) din cauza unui atac de cord și nu a putut fi resuscitat de serviciile de urgență. Autoritățile municipale din Budweis au anunțat dorința lor de a obține fonduri pentru a construi clădirea lui Kaplický din localitatea lor.
Într-un interviu din 2002 pentru The Observer, Kaplický a spus: „Lumea este plină de lucruri frumoase, iar tu trebuie să fie atent ca arhitect – dacă nu, ai o problemă. Creativitatea este peste tot. ... Ideea inițială pentru un proiect îmi vine deodată și dacă prima idee este bună, atunci ești pe drumul cel bun. Nu e un semn de creativitate să ai 65 de idei pentru o problemă, e doar o pierdere de energie. Nu cred, de asemenea, că trebuie să mergi undeva pentru a fi creativ; oamenii folosesc asta ca pe o scuză. Dar eu  cred că o mare parte din creativitate depinde de relațiile cu alți oameni, relațiile tale personale, partenerul tău sau orice altceva. Fericirea sau nefericirea personală provine din munca ta, ea este o reflectare a stării emoționale și nu le poți separa pe cele două.”

## Proiecte arhitecturale majore
| Imagine                             | Informații | Premii |
| ----------------------------------- | --- | --- |
| Casa Hauer-King                     | Casa Hauer-King Canonbury, Londra, Anglia Finalizată în 1994                                                       | - Premiul I, Aluminium Imagination Award (1995) - Premiul Geoffrey Gribble Memorial Conservation (1995) - Premiul Civic Trust (1996) |
| Podul West India Quay               | Podul West India Quay Docklands, Londra, Anglia Finalizat în 1996                                                  | - Premiul British Construction Industry (1998) - Premiul Civic Trust (1998) - Premiul RIBA (1998) |
| Media Centre, Lord's Cricket Ground | Media Centre, Lord's Cricket Ground Londra, Anglia Finalizat în 1999                                               | - Premiul BIAT pentru excelență tehnică (1999) - Premiul British Construction Industry (1999) - Premiul I, Aluminium Imagination Award (1999) - Premiul Stirling al RIBA (1999) - Premiul Civic Trust (2000) - Premiul World Architecture (2001)                                                                         |
| Selfridges Building                 | Clădirea Selfridges The Bull Ring, Birmingham, Anglia Finalizată în 2003                                           | - Premiul Civic Trust (2004) - Destination of the Year, Retail Week Awards (2004) - Institution of Civil Engineers (2004) - Overall Winner, Concrete Society Awards (2004) - Premiul RIBA pentru arhitectură (2004) - Royal Fine Art Commission Trust, Retail Innovation (2004) - Premiul Structural Steel Design (2004) |
|                                     | Stație de metrou din Napoli Napoli, Italia Comandă primită în 2003; finalizată în 2009 de Amanda Levete Architects | |
| Muzeul Ferrari                      | Museo Casa Enzo Ferrari Modena, Italia Finalizat în 2012                                                           | - Premiul RIBA (2013) |
|                                     | Biblioteca Națională a Republicii Cehe Praga, Republica Cehă Comandă acordată în 2007; proiect anulat în 2008.     | |
|                                     | Centrul de Concerte și Congrese České Budějovice (Budweis), Republica Cehă Comandă primită în 2008.                | |

### Articole de știri
- Kaplicky brings his vision of the future to Detroit, Great Lakes Fabricators & Erectors Association, 16 martie 2000, arhivat din original la 23 noiembrie 2009, accesat în 1 aprilie 2007.
- Cohen, Edie (1 aprilie 2001), Marni à la mode: Future Systems creates a model for Marni's retail presence, starting with a shop in London, Interior Design, arhivat din original la 11 iunie 2008, accesat în 9 octombrie 2009.
- Welsh, Susan (1 aprilie 2003), For future generations (Selfridges Building, Birmingham), Interior Design, arhivat din original la 28 septembrie 2007, accesat în 1 aprilie 2007.
- Relph-Knight, Lynda (2004), Future perfect, Design Indaba, arhivat din original la 23 septembrie 2004.
- Profil – Jan Kaplický, Česká televise, 14 martie 2005, accesat în 1 aprilie 2007 (in Czech).
- Willoughby, Ian (7 decembrie 2004), World renowned Czech Architect Jan Kaplicky subject of new documentary, Radio Prague, accesat în 1 aprilie 2007.
- Willoughby, Ian (14 decembrie 2004), Jan Kaplicky – A Czech architect turning "Future Systems" into reality, Radio Prague, accesat în 1 aprilie 2007.
- Lacayo, Richard (27 februarie 2007), „Thinking way out of the box”, Time, arhivat din original la 16 aprilie 2012, accesat în 9 octombrie 2009.
- Jan Kaplicky's British studio to build new Czech National Library, ČeskéNoviny.cz, 2 martie 2007, accesat în 1 aprilie 2007.
- Alda, Kristina (5 martie 2007), „Bold National Library design wins praise, raises eyebrows”, Prague Daily Monitor, arhivat din original la 29 ianuarie 2009, accesat în 9 octombrie 2009.
- Balínová, Hela; Kimberly Ashton (14 martie 2007), „National Library design draws ire: Kaplický's 'octopus' building is part of a community strategy”, The Prague Post, arhivat din originalul de la 29 ianuarie 2008, accesat în 30 mai 2016.
- Jan Kaplicky renowned as author of unusual controversial projects, ČeskéNoviny.cz, 15 ianuarie 2009, accesat în 17 ianuarie 2009.
- Rose, Steve (15 ianuarie 2009), „Jan Kaplický's death leaves the world of architecture a far duller place: Kaplický's commitment to radical futuristic design meant that his buildings were too ahead of their time for all but the most far-sighted clients”, The Guardian, accesat în 9 octombrie 2009.
- „Czech architect Kaplicky dies hours after wife gives birth: Jan Kaplicky, the Czech-born architect who died late on Wednesday, had won praise abroad for his organic, flowing building designs, but rowed with Czech politicians over his latest project”, The Daily Telegraph, 16 ianuarie 2009, accesat în 9 octombrie 2009.
- Heathcote, Edwin (16 ianuarie 2009), „Design maverick who put morals before money”, Financial Times, accesat în 9 octombrie 2009.
- Arifa Akbar (16 ianuarie 2009), „Architect dies hours after his wife gives birth: Tributes paid to Jan Kaplicky, designer behind string of futuristic landmarks”, The Independent, accesat în 9 octombrie 2009.

### Cărți
- Pawley, Martin (1993), Future Systems: The Story of Tomorrow, London: Phaidon, ISBN 0-7148-2767-3
- Kaplický, Jan (1996), For Inspiration Only, Chichester: Academy Editions, ISBN 1-85490-478-7
- Pawley, Martin (1997), Hauer-King House: Future Systems, London: Phaidon, ISBN 0-7148-3630-3
- Kaplický, Jan (1999), More for Inspiration Only, Chichester: Academy Editions, ISBN 0-471-98770-0
- Field, Marcus (1999), Future Systems, London: Phaidon, ISBN 0-7148-3831-4
- Future Systems (2001), Unique Building (Lord's Media Centre), Chichester: Wiley Academy, ISBN 0-471-98512-0
- Kaplický, Jan (2001), Looking Back in Envy: 20th Century Art and Design Revisited (Architectural Design), Chichester: Wiley Academy, ISBN 0-470-84228-8
- Kaplický, Jan (2002), Confessions, Chichester: Wiley-Academy, ISBN 0-471-49541-7
- Tichá, Jana; Kaplický, Jan; Margolius, Ivan (eds.) (2002), Future Systems, Prague: Zlatý řez, ISBN 80-901562-6-6
- Kaplický, Jan; Margolius, Ivan (2005), Česká inspirace – Czech inspiration, Prague: Fraktály Publishers, ISBN 80-86627-09-8
- Sudjic, Deyan (2006), Future Systems, London: Phaidon, ISBN 0-7148-4469-1
- Sudjic, Deyan; Jiřičná, Eva; Nasadilová, Pavla (2010), Jan Kaplický – His Own Way, Praha: DOX Centre for Contemporary Art, ISBN 978-80-904213-9-4
- Margolius, Ivan; Rogers, Richard (2015), Jan Kaplický drawings, London: Circa Press, ISBN 978-0-9930721-0-9